# Bruno Tolentino
Pour les articles homonymes, voir Carvalho et Tolentino (homonymie).
Bruno Lúcio de Carvalho Tolentino dit Bruno Tolentino, né le 12 novembre 1940 à Rio de Janeiro dans l'État de Rio de Janeiro, et mort le 27 juin 2007 à São Paulo (État de São Paulo, est un poète et écrivain brésilien.

## Distinctions et prix
- Prix Jabuti (1994, 2000 e 2007)
- Prix Senador José Ermírio de Morais
- Prix Cruz e Souza
- Prix Prêmio Abgar Renault[1]

## Œuvres principales
- (pt) O mundo como idéia : 1959-1999, Editora Globo, 2001, 443 p. (ISBN 978-85-250-3340-6, présentation en ligne)
- (pt) A imitação do amanhecer : 1979-2004, Editora Globo, 2006, 328 p. (ISBN 978-85-250-4189-0, présentation en ligne)
- (pt) As horas de Katharina, 1971-93, Companhia das Letras, 1994, 215 p. (ISBN 978-85-7164-392-5, présentation en ligne)
- (pt) A balada do cárcere, Editora Record, 2016, 224 p. (ISBN 978-85-01-10563-9, présentation en ligne)
- (pt) Anulação & outros reparos, Topbooks, 1998, 298 p. (ISBN 978-85-86020-58-2, présentation en ligne)
- (pt) Os deuses de hoje, Editora Record, 1995, 265 p. (ISBN 978-85-01-04492-1, présentation en ligne)
- (fr) Le vrai le vain,  Paris,  Actuel, 1971 [2].